# Filmoteka Watykańska
Filmoteka Watykańska (Filmoteca Vaticana, Vatican Film Library) – instytucja podlegająca Papieskiej Radzie ds. Środków Społecznego Przekazu, zajmująca się wyszukiwaniem, archiwizowaniem i konserwacją materiałów filmowych i telewizyjnych dotyczących historii papiestwa, Kościoła i jego dzieł w świecie, jak również filmów o wysokiej wartości artystycznej i humanistycznej.
Filmotekę założył 16 listopada 1959 r. św. Jan XXIII i nadał jej osobowość prawną z siedzibą w Watykanie. Jej zbiory przekraczają 7000 tytułów, a kierownikiem jest osoba świecka, Claudia Di Giovanni.